# Музыкальные коллективы Центрального телевидения и Всесоюзного радио
Музыкальные коллективы Центрального телевидения и Всесоюзного радио — музыкальные коллективы, входившие в структуру Главной редакции музыкального радиовещания Всесоюзного радио. В 1992-1995 гг. большая часть коллективов входила в Главную редакцию музыкальных программ Студии «Радио 1» РГТРК «Останкино», в 1995 году в Музыкальный центр при РГТРК «Останкино», кроме симфонического оркестра входившего в государственное унитарное дочернее предприятие "Симфонический оркестр - "Фирма МАГ".

## Список музыкальных коллективов Центрального телевидения и Всесоюзного радио
- Большой симфонический оркестр
- Симфонический оркестр
- Эстрадно-симфонический оркестр
- Академический оркестр русских народных инструментов
- Академический большой хор
- Академический хор русской песни
- Ансамбль советской песни
- Оркестр «Голубой экран»
- Ансамбль электромузыкальных инструментов
- Вокальная студия солистов
- Большой детский хор